# Gerberga II. (Gandersheim)

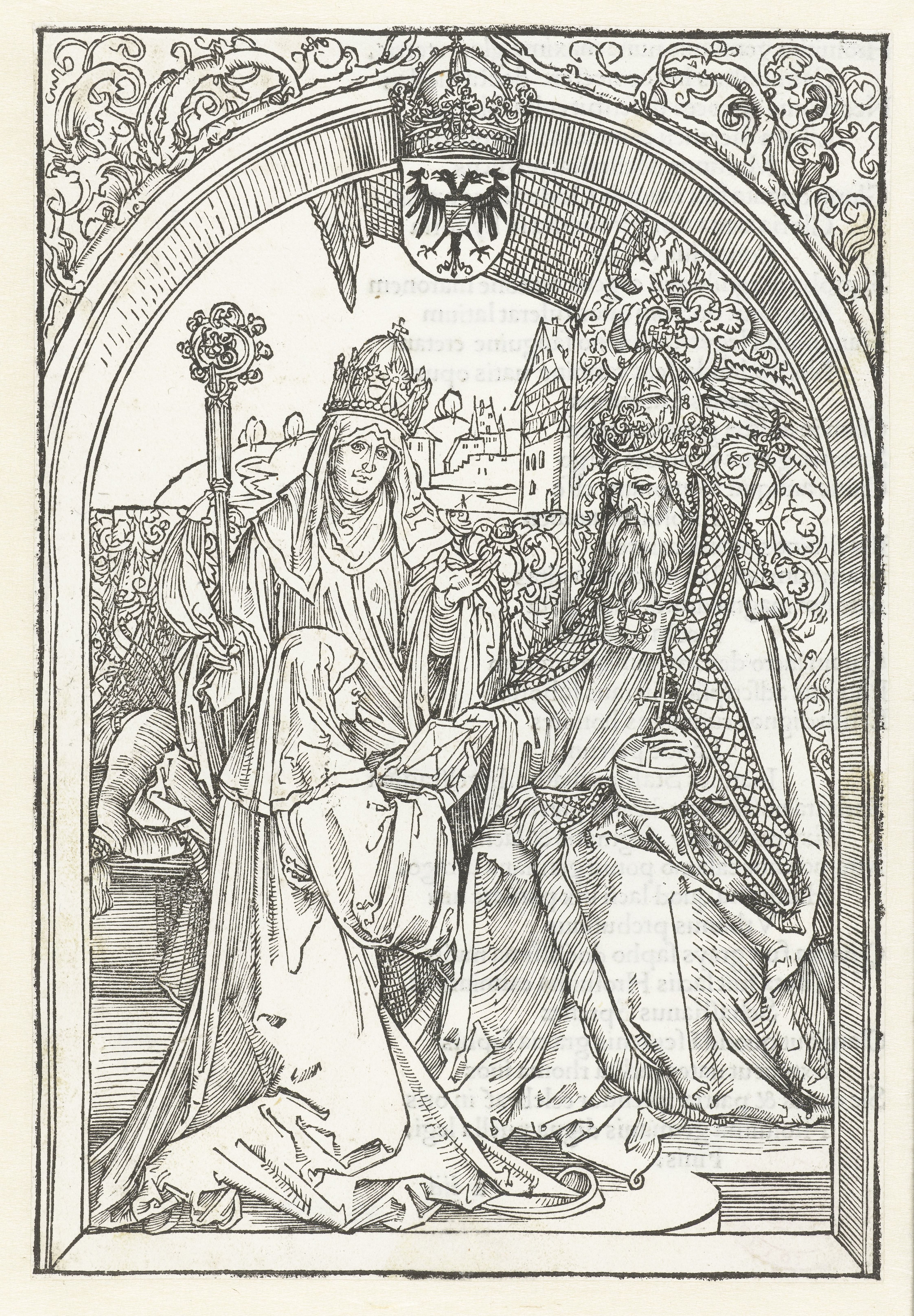
Hrotsvit von Gandersheim überreicht Kaiser Otto dem Großen ihre „Gesta Oddonis“; im Hintergrund Gerberga, Äbtissin des Stiftes Gandersheim. Phantasiedarstellung eines Holzschnitts von Albrecht Dürer aus der editio princeps der „Opera Hrotsvite“, Nürnberg 1501.

Gerberga von Gandersheim. auch Gerbirg, Gerburg, (* um 940; † 13./14. November 1001 in Stift Gandersheim) war die zweite Tochter des bayerischen Herzogs Heinrich I. und dessen Gemahlin Judith von Bayern. Die Nichte Kaisers Otto I. entstammte der bayrischen Nebenlinie der Liudolfinger.
Von 949 bis 1001 war sie Äbtissin des Stiftes Gandersheim.

## Leben
Gerbergas Lebensdaten sind nicht exakt bekannt. Das ungefähre Geburtsjahr 940 muss aus Quellen erschlossen werden; als Todestag gibt eine Quelle den 13. November 1001, eine andere den 14. November 1001 an. Gerberga wurde sehr früh in das Stift Gandersheim zur Erziehung übergeben und wurde 949 dort Äbtissin. Politisch unterstützte sie ihren Bruder Heinrich „den Zänker“ bei seinen Versuchen, eine größere Beteiligung an der Macht im Reich für die Nachkommen Heinrichs I. zu erreichen.
Gerbergas Abbatiat war dadurch geprägt, dass König Heinrich I. 936 das Stift Quedlinburg als zweiten Ort der liudolfingischen Memorialpflege gegründet hatte, mit dem Gandersheim um die Gunst der Familienoberhäupter rang. Weitere Konkurrenz um die herrschaftliche Gunst bestand durch das Stift Essen, das zwar keine liudolfingische Gründung war, aber mit Hadwig, Ida und besonders Mathilde ebenfalls von Äbtissinnen aus der Familie geführt wurde. Vor diesem Hintergrund entstanden in Gandersheim die geschichtlichen Werke Hrotsvits: Die „Gesta Ottonis“ sollten die Gunst Otto I. gewinnen, die „Primordia coenobii Gandeshemensis“ ihm die Tradition Gandersheims als ältester liudolfingischer Gründung vorhalten. Durch Gerbergas Unterstützung für Heinrich den Zänker verlor Gandersheim die unmittelbare Herrschernähe zeitweise, dennoch erhielt Gerberga die Tochter Ottos II. Sophia zur Erziehung, die damit wahrscheinlich bereits als Nachfolgerin Gerbergas ausgewählt wurde. Bei der Einkleidung Sophias als Sanctimoniale brach der „Große Gandersheimer Streit“ aus, in dem es thematisiert wurde, ob das Stift Gandersheim dem Bistum Hildesheim oder direkt dem Erzbistum Mainz unterstellt war. Es wird angenommen, dass Sophias Weigerung, sich vom Bischof von Hildesheim einkleiden zu lassen, durch Gerberga beeinflusst war.
Gegen Ende ihres Lebens scheint Gerberga länger krank gewesen zu sein. Ihr Bruder Heinrich „der Zänker“ starb 995 bei einem Besuch der Erkrankten in Gandersheim. Ihre auserkorene Nachfolgerin Sophia, die sich am Hofe ihres Bruders Ottos III. aufgehalten hatte, kehrte 997 nach Gandersheim zurück, dabei ist allerdings unklar, ob Sophia in Ungnade fiel oder tatsächlich ihre erkrankte Äbtissin pflegen wollte. Nach Quellen, die allerdings Sophia auch sonst ungünstig schildern, soll Sophia noch zu Lebzeiten Gerbergas die Regierung des Stifts Gandersheim übernommen haben.